# EE-3 Jararaca
Der EE-3 Jararaca ist ein vierrädriger und allradgetriebener (4×4) Spähpanzer aus brasilianischer Produktion. Entwickelt und produziert wurde das Fahrzeug vom brasilianischen Rüstungsbetrieb Engesa in den späten 1970er-Jahren. Der Radpanzer wurde in zahlreiche afrikanische und lateinamerikanische Staaten exportiert.

## Beschreibung
In der Standardausführung ist das Fahrzeug mit einer 20-mm-Maschinenkanone und einem 12,7-mm-Maschinengewehr ausgestattet. Des Weiteren können Flugabwehrraketen, Panzerabwehrraketen oder Mörser auf bzw. im Fahrzeug installiert werden.
Der EE-3 Jararaca ist voll gepanzert. Die Panzerung besteht aus mehrschichtigem gewalzten Stahl, wie er auch bei anderen Panzerwagen der Firma Engesa verwendet wurde. Die Panzerung besteht im Wesentlichen aus zwei Schichten, einer inneren, weniger starren Schicht, und einer äußeren starren Stahlschicht. Aus brasilianischen Tests ging hervor, dass diese Methode besseren Schutz verspräche.
Der EE-3 ist mit einem 4-Zylinder-Dieselmotor OM 314A von Mercedes-Benz ausgestattet, der eine Leistung von 120 PS liefert. Das Getriebe stammt von Clark.
Der Radpanzer ist nicht schwimmfähig, ein ABC-Schutz ist nur optional.